# Sörnäs, Malung-Sälens kommun
Sörnäs är en bebyggelse norr om Lima vid Västerdalälvens västra sida i Lima socken i Malung-Sälens kommun. Mellan 2015 och 2020 avgränsade SCB här en småort. Fram till 2015 räknades bebyggelsen som en del av norra delen av tätorten Lima. Vid avgränsningen 2020 var antalet bosatta förre än 50, och småorten avregistrerades